# Rikov
Rikov je priimek več oseb:
- Aleksej Ivanovič Rikov, ruski boljševik
- Jevgenij Pavlovič Rikov, sovjetski general